# Racławice-Pałecznica (gmina)
Racławice-Pałecznica – dawna gmina wiejska istniejąca w latach 1976–1991 w woj. kieleckim. Siedzibą gminy były Racławice.
Gmina została utworzona w dniu 1 lipca 1976 roku w woj. kieleckim z obszarów znoszonych gmin Racławice i Pałecznica.
2 kwietnia 1991 roku gmina Racławice-Pałecznica została zlikwidowana. Z części gminy Racławice-Pałecznica utworzono gminę Pałecznica (sołectwa Bolów, Czuszów, Gruszów, Ibramowice, Lelowice-Kolonia, Łaszów, Nadzów, Niezwojowice, Pałecznica, Pamięcice, Pieczonogi, Solcza, Sudołek i Winiary), a pozostałe tereny gminy przemianowano na gminę Racławice. Tak więc w praktyce obie gminy sprzed komasacji w 1976 roku (Racławice i Pałecznica) zostały w 1991 roku odtworzone, jednakże tylko gmina Racławice zachowała prawną ciągłość po gminie Racławice-Pałecznica.